# Rio Ameca
O Rio Ameca é um rio do oeste do México com cerca de 230 km de comprimento.
Ele sobe no Bosque de la Primavera, em Jalisco, 23 km a oeste da capital do estado de Guadalajara; corre pela cidade de Ameca; e, em seguida, forma a fronteira entre Jalisco e Nayarit em seu caminho para o Oceano Pacífico, onde ele drena a Bahía de Banderas em Puerto Vallarta, Jalisco. Seus principais afluentes são o Ahuacatlán e Amatlán de Cañas.
Foi represado no norte da cidade de La Vega, Jalisco, formando um reservatório de água, o Lago de La Vega, que se estende para o norte na cidade de Teuchitlan.

## Notropis amecae
Era o habitat do Notropis amecae, espécie endêmica que possivelmente foi extinta em 21 de abril de 1969.